# Туляремія
Туляремі́я (англ. tularaemia, tularemia, також старі назви — чума Пахвант Валлі; гарячка оленячої мухи; інфекція, спричинена Francisella tularensis; кролина гарячка; гарячка Охари; біляча чума; мала чума; мишина хвороба) — гостра зоонозна природно-осередкова інфекційна хвороба з багатьма механізмами передачі, яка перебігає з інтоксикацією, гарячкою, ураженням лімфатичних вузлів, шкіри, слизових оболонок, легенів.

## Історичні відомості
Є ґрунтовні припущення, що саме туляремія була тією хворобою, яка породила епідемії в Ханаані приблизно в 1715 і 1075 роках до нашої ери. У XIV ст. до н. е. епідемія в Середземномор'ї теж, імовірно, була спричинена туляремійним збудником. Хвороба була принесена з Ханаану до Егейської Анатолії вояками з цього регіону, які воювали в Ханаані і які вели з собою заражену худобу. Звідти поширення збудника відбулося на грецькі острови, Кіпр, Єгипет. У Східній Анатолії було відзначено перше застосування збудника туляремії як біологічної зброї (так звана «Хеттська чума», Хеттська моровиця). Уперше в медичній літературі захворювання, схоже на туляремію, було, скоріше за все, описане в Японії у 1837 році.

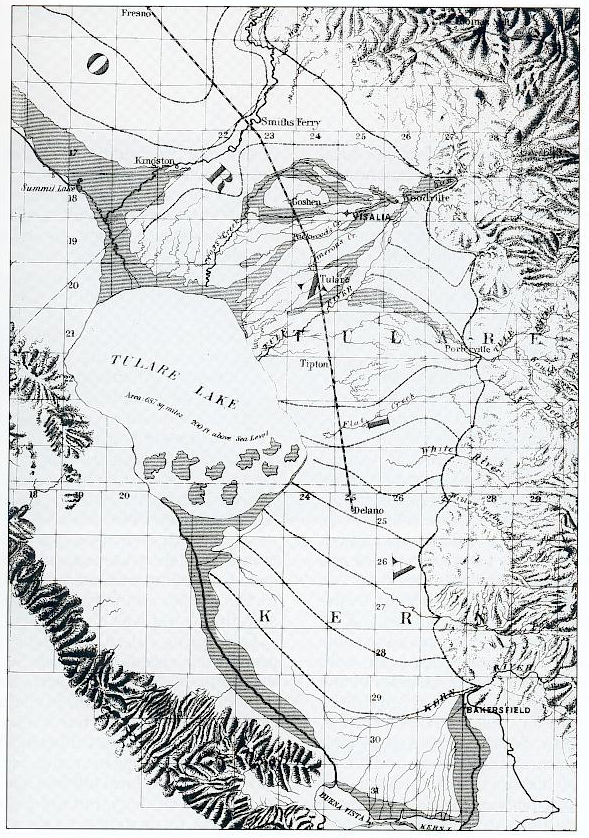
на карті 1874 року.

Починаючи з 1906 року після Великого Каліфорнійського землетрусу в штаті Каліфорнія (США) відзначено збільшення кількості тварин, які хворіли з ураженням очей і виникненням лімфаденіту. У 1910 році працівник Каліфорнійської протичумної станції Д. В. Маккой звернув увагу на чумоподібні бубони (великі лімфаденіти) у місцевих ховрахів, які жили поблизу озера Туляре. Спроби відокремити від цих мікроорганізмів збудника чуми не були успішними, але після ретельної праці у 1911 році Маккою і Ч. Чепіну вдалося виявити відмінний від чумної палички мікроорганізм, названий ними Bacterium tularensis. У 1914 році було встановлено, що цей збудник здатний уражати людей. У 1925 р. Х. Охара в Японії виділив того ж самого мікроорганізма, а пізніше американський науковець Е. Френсіс встановив їхню ідентичність і повідомив, що інфекційна хвороба, яка отримала назву туляремія, передається людині від гризунів та комах. Ім'я цього дослідника було увічнене у родовій назві мікроба (Francisella) і одному з синонімів туляремії (хвороба Френсіса).

## Актуальність

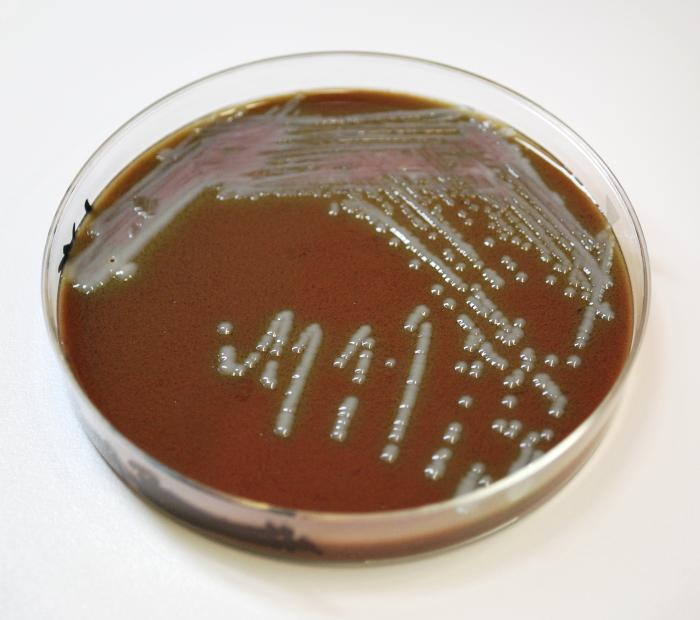
Культура Francisella tularensis на шоколадному агарі.

Захворювання на туляремію більше 100 видів тварин і людини зафіксовані в багатьох країнах Америки, Європи і Азії, але, як вважали тривалий час, хвороба була поширена тільки в Північній півкулі. Однак у 2003 році туляремійного збудника вперше виявили у Південній півкулі, на федеральній Північній території Австралії, в 2011 році — на острові Тасманія. Туляремію у людей реєструють як у вигляді спорадичних випадків, так і епідемічних спалахів, зокрема в Австрії, Франції, Німеччині, Швеції, Японії, США. Нерідко спалах охоплюють кілька сотень людей. Вважають, що щорічна світова захворюваність складає 500 тисяч хворих. Окремі випадки і невеликі спалахи туляремії зафіксовані й в Україні.
Подібність певних форм туляремії до чуми, можливість використання як біологічної зброї, включення збудника хвороби до офіційного переліку біологічних агентів, чинників біозброї — все це зумовлює актуальність цієї інфекції.

## Етіологія

### Загальні властивості
Збудника хвороби — туляремійна паличка (Francisella tularensis) відносять до родини Francisellaceae, роду Francisella. Є 4 підвиди, які чітко відрізняються за ферментативними властивостями і ступенем патогенності:
- найпатогенніший американський (F. tularensis tularensis) або підвид А, що чітко асоційований з смертельними легеневими ураженнями[18];
- менш патогенний палеоарктичний/голарктичний (F. tularensis holarctica) або підвид В, широко поширений в Європі та Азії, менше у Північній Америці, з нечастими легеневими ураженнями і низькою летальністю. Він має 2 біовари:

- I, поширений як у Євразії, так і у Північній Америці,
- II, поширений в Японії, так і меншою мірою в деяких інших районах Євразії.

- середньоазійський (F. tularensis mediasiatica) підвид, поширений в основному в Центральній Азії; є мало відомостей на сьогодні про його здатність інфікувати людей;
- підвид F. tularensis novicida[19][20], що відомий по декількох випадках захворювання у осіб із імунодефіцитами[21];

### Морфологія
Туляремійні бактерії — це дрібні коко-паличкоподібні клітини, грам-негативні. Спор не утворюють, мають капсулу. Вірулентні штами містять два антигенних комплекси:
- капсульний (Vi)
- соматичний (О).

З капсульним антигенним комплексом пов'язані вірулентність та імуногенність збудника.
Збудників туляремії культивують на жовткових і агарових середовищах з додаванням цистеїну, кролячої дефібринованої крові.

### Стійкість
У навколишньому середовищі туляремійна паличка зберігається тривалий час, особливо при низькій температурі. У зерні, соломі при температурі нижче 0°С збудник туляремії залишається життєздатним до 6 місяців, а при температурі 20-30°С — 20 днів. Кип'ятіння його вбиває миттєво, при температурі 60 °C він гине за 20 хвилин, прямі сонячні промені знищують його через 20-30 хв. Згубно діють на збудника туляремії і стандартні дезрозчини.

### Патогенний потенціал
F. tularensis — внутрішньоклітинний паразит. Він має низку чинників, які сприяють проникненню у фагоцит, пригнічуючи його кілерну активність, і розмноженню в інфікованій клітині (Vi-антигени, нейрамінідаза, ендотоксини тощо).
Детальніші відомості з цієї теми ви можете знайти в статті Francisella tularensis.

## Епідеміологічні особливості

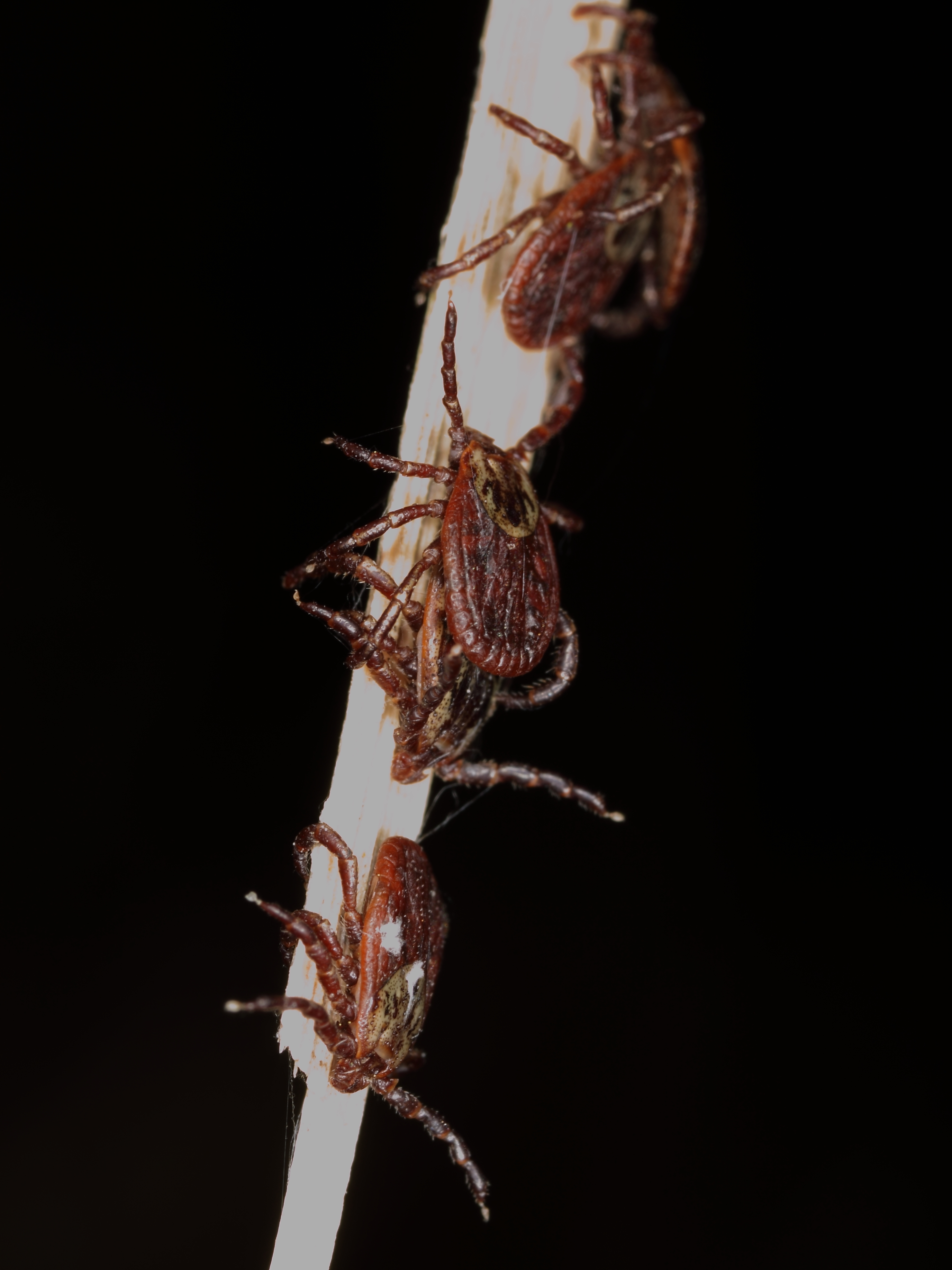
Баранячий кліщ Dermacentor marginatus зокрема є одним переносників туляремії.

Я не знаю такого іншого зоонозу, який може передаватися до від настільки різноманітних і численних видів тварин. Коротше кажучи, я відчуваю, що статус туляремії, як природної і людської хвороби, є одним з найпотенційних для біологічної зброї. Р. Паркер

### Джерело і резервуар інфекції
Для туляремії як однієї з природно-осередкових зоонозних інфекцій характерна тріада біоценозу: збудник, резервуари збудника, переносники — кровосисні комахи. Основним джерелом інфекції в природі є гризуни. Збудник виділений у 82 видів тварин, що належать до 4 родини: мишеві, зайцеві, білки і тушканчики. Людина найчастіше заражається від мишей, полівок, водяних щурів. Серед свійських тварин джерелами можуть бути вівці, свині, велика рогата худоба. Загалом більше 80 видів різних тварин є резервуаром цієї інфекції. Не відомо випадків зараження людей від хворої людини.

### Механізм і фактори передачі
Для туляремії характерна множинність механізмів передавання інфекції людям:
- контактний — при контакті з хворими гризунами або їх виділеннями;
- аліментарний — при вживанні харчових продуктів і води, забруднених виділеннями гризунів;
- аерогенний (повітряно-пиловий) — при обробці інфікованих зернових продуктів, фуражу;
- трансмісивний — інокуляція збудника кровосисними комахами (іксодові та гамазові кліщі, ґедзі, комарі, блохи, жалячі мухи).

Для аерогенної передачі вистачає лише 50 туляремійних бактерій, тоді як для контактної — не менше 106 їх.

### Сприйнятливий контингент та імунітет
Частіше всього захворювання на туляремією спостерігають в сільськогосподарських районах, що прилягають до пойменно-болотяних осередків цієї інфекції. Доволі часто аерогенне та контактне зараження людей відбувається при косарських роботах («хвороба газонокосарів»), обмолоті зерна, складанні соломи тощо. В умовах міст частіше хворіють особи, які виїжджають на полювання, рибну ловлю, в епідемічні осередки, а також робітники установ м'ясної промисловості. Існує сезонність захворювання туляремією — у залежності від способа зараження (наприклад, навесні серед мисливців).
Сприйнятливість до туляремії висока. Після перенесеної інфекції формується стійкий імунітет.

## Патогенез

### Загальні зміни
Для проникнення F. tularensis через шкіру людини достатньо подряпини, садна або іншої мікротравми. Збудник легко проникає через слизову оболонку очей, дихальних шляхів і травного тракту. Розвиток клінічної форми у значній мірі залежить не лише від місця інокуляції збудника, але й від його вірулентності, інфікуючої дози, неспецифічної та імунологічної резистентності макроорганізму. Туляремійні бактерії, стійкі до фагоцитозу, по лімфатичних капілярах заносяться в регіонарні лімфовузли, де інтенсивно розмножуються, зумовлюючи запальну реакцію тканин і утворення первинних бубонів. При загибелі туляремійних бактерій звільняється ендотоксин, проникнення якого в кров зумовлює загальну інтоксикацію організму. Якщо бар'єрна функція лімфовузлів недостатня, розвивається бактеріємія. З током крові ці бактерії проникають у паренхіматозні органи, спричинюючи їх ураження. Паралельно відбувається алергізація організму, яка суттєво впливає на перебіг хвороби та її клінічні прояви.

### Місцеві зміни
Первинне пошкодження здебільшого локалізується на кистях, обличчі, а також на слизовій оболонці рота і глотки. На місці проникнення інфекції з'являється папула. Розмір папули швидко збільшується і досягає 1-2 см в діаметрі. Папула швидко перетворюється у пустулу, яка може раптово лопнути, і на цьому місці утворюється надзвичайно болюча виразка. При гістологічному дослідженні, крім некрозу епідермісу, в дермі або в глибині слизової оболонки знаходять туляремійні гранульоми. Вони складаються з епітеліоїдних, лімфоїдних, багатоядерних гігантських клітин типу «чужорідних тіл», поліморфно-ядерних лейкоцитів. У центрі гранульом виявляють некроз. Туляремійні гранульоми нагадують туберкульозні і відрізняються від них лише схильністю до нагноєння.

### Зміни в інших органах і системах
Паралельно проявляється регіонарна або генералізована лімфаденопатія. Лімфатичні вузли в одних випадках дуже м'які, в інших вони, навпаки, тверді і пружні через значний набряк. На розрізі тканина жовтуватого кольору внаслідок великої кількості дрібних ділянок некрозу, що зливаються. Ідентичні зміни можна спостерігати в селезінці, яка різко збільшується. З появою антитіл бактеріємія може зникнути. Однак хвороба продовжує прогресувати. При генералізації процесу гранульоми і вогнища нагноєння виявляють в різних органах: селезінці, печінці, кістковому мозку, легенях, нирках, ендокринних залозах.
Якщо захворювання пов'язане із вживанням зараженої їжі або води, то виразка може з'явитися в будь-якій ділянці ротоглоткової області або навіть на слизових оболонках травного тракту (шлунково-кишкова туляремія). Однак, при цій локалізації завжди виражена генералізована лімфаденопатія і спленомегалія.

### Зміни при різних клінічних формах туляремії

#### Окулогландулярна туляремія
Відрізняється від типової форми лише вхідними воротами, які розташовуються на рівні кон'юнктиви ока. У кон'юнктиві виникають маленькі папули, які перетворюються в пустули, здатні до утворення виразок. Якщо пустули з'являються на бульбарній кон'юнктиві, вони можуть перфорувати очне яблуко і призвести до виникнення дифузного інфікування передньої, а іноді і задньої камери ока. У деяких випадках око повністю руйнується і в процес втягується очний нерв. У всіх випадках у реґіонарних лімфатичних вузлах, головним чином, привушних, піднижньощелепних і передніх шийних макро- і мікроскопічно виявляються зміни, ідентичні вищеописаним. Ця форма також може поєднуватися з генералізованою лімфаденопатією і спленомегалією.

#### Гландулярна туляремія
Іноді може не спостерігатися жодних шкірних або слизових пошкоджень і захворювання виглядає як регіонарний або генералізований тип лімфоаденопатії (гландулярна туляремія), але завжди супроводжується спленомегалією. Мікроскопічна картина в лімфатичних вузлах ідентична до описаної вище. Зазвичай має місце дифузна гіперплазія клітин системи мононуклеарних фагоцитів (СМФ) і збільшення числа макрофагів у синусах. У окремих таких випадках туляремія може приймати хронічний перебіг, при якому в тканинах знаходять гранульоми і склероз. Якщо нагноєння виражене різко, з'являються нориці, виразки, що довго не заживають, на їх місці утворюються рубці.

#### Легенева туляремія
Характеризується первинною туляремійною пневмонією і лімфаденітом регіонарних лімфатичних вузлів. Однак, потрібно пам'ятати, що будь-яка з перерахованих форм може характеризуватися залученням у запальний процес легень. Макроскопічно спочатку пошкодження локалізуються навколо кореня (вхідні ворота) і проявляються у вигляді жовтувато-білуватих зон ущільнення, що нагадують вогнища сирнистого некрозу при туберкульозі. Мікроскопічно, на відміну від інших банальних бактеріальних пневмоній, завжди спостерігається некроз стінок альвеол і, отже, розрішення пневмонії неможливе без рубцювання. Крім того, виявляється безліч туляремійних вузликів, які іноді вражаючим чином симулюють туберкульозні, оточених вогнищами серозно-фібринозного або серозно-геморагічного запалення. Пневмонія поєднується з серозним або гнійним плевритом. У лімфатичних вузлах визначаються гранульоми, ділянки некрозу і нагноєння.

#### Генералізована туляремія
Виникає відносно рідко. Вона характеризується гострою септицемією з множинними геморагіями в органах без місцевих шкірних змін, а часто і без видимої периферичної лімфаденопатії. При цій формі спостерігається дуже гострий клінічний перебіг хвороби з тяжкою бактеріємією і токсемією.
Найтяжчі ураження в органах і системах відбуваються при захворюванні туляремією в Північні Америці, де циркулює злоякісний підвид А F. tularensis.

## Клінічні прояви

### Класифікація і загальна симптоматика
Класифікація хвороби згідно МКХ-10 включає:
- А21 Туляремія:

- А21.0 Ульцерогландулярна туляремія
- А21.1 Окулогландулярна туляремія
- А21.2 Легенева туляремія
- А21.3 Шлунково-кишкова туляремія
- А21.7 Генералізована туляремія
- А21.8 Інші форми туляремії
- А21.9 Туляремія неуточнена

Загальноприйнятої суто клінічної класифікації в світі на сьогодні немає. Як і при багатьох інших хворобах розрізняють клінічний перебіг туляремії:
- гострий,
- затяжний,
- рецидивний,
- хронічний.

Виділяють також туляремію за ступенем тяжкості:
- легкий,
- середньої тяжкості,
- тяжкий.

Середня тривалість інкубаційного періоду при туляремії становить 3-5 днів з коливанням від 3 до 21 дня.
При будь-якій клінічній формі в середньотяжких і тяжких випадках початок хвороби гострий з ознобу і підвищення температури тіла до 38-40°С. Хворі скаржаться на головний та м'язовий біль, запаморочення, зменшення апетиту, розлади сну, нездужання. Можливе блювання, носові кровотечі. Хворі часто ейфоричні, нерідко виникає марення. Обличчя і кон'юнктиви гіперемовані. На слизовій оболонці м'якого і твердого піднебіння виявляють точкову енантему. У 20 % захворілих на туляремію з'являються розеольозні, папульозні, везикульозні або геморагічні висипання, які супроводжується свербінням, зберігаються 1-2 тижні, залишаючи після себе пігментацію. Іноді ці висипання перетворюються на пустульозні. Язик сухий, вкритий білим нашаруванням. Лімфатичні вузли збільшені. На 2-3-й день можна пропальпувати збільшену печінку, з 5-6-го дня — селезінку. Характерні відносна брадикардія, артеріальна гіпотензія. Температурна крива має послаблюючий характер, рідше — інтермітуючий або хвильоподібний. Загальна тривалість гарячки 15-18 днів, іноді вона подовжується до 3-4 тижнів і навіть довше. У періоді реконвалесценції (видужання) може зберігатися тривалий субфебрилітет (підвищення температури в межах 37-38 °C).

### Ульцерогландулярна форма

#### Типові клінічні зміни
Найбільш поширена (до 75-80 % захворілих) ульцерогландулярна туляремія (за старими класифікаціями часів СРСР — виразково-бубонна). У ділянці інокуляції збудника утворюється червона пляма з чіткими контурами, яка перетворюється в папулу. У центрі папули формується везикула, згодом пустула і виразка. Виразка має кратероподібну форму, помірно болюча, з чіткими краями, гнійним вмістом, діаметр не перевищує 2 см. Навколо виразки гіперемія шкіри і набряк. Виразки найчастіше утворюються на відкритих частинах тіла (кисті рук, передпліччя, обличчя, шия). Регіонарний лімфаденіт розвивається на 2-3-й день хвороби, коли виразка вже сформувалась. Під час загоювання виразка вкривається темним струпом. Загоювання виразки відбувається протягом 2-х тижнів із формуванням поверхневого рубця. Іноді утворюється декілька виразок.

#### Тонзилярно-бубонний варіант
Варіантом ульцергландулярної туляремії є тонзилярно-бубонне ураження, що виникає внаслідок інокуляції збудника через мигдалики переважно аліментарним шляхом. Зустрічається частіше у дітей. Можливі харчові або водні спалахи. У хворих виникає біль у горлі, який посилюється при ковтанні. Слизова оболонка ротоглотки гіперемована, мигдалики збільшені, набряклі, вкриті жовтувато-сірим нашаруванням, який важко знімається. У подальшому там формуються виразки. Вони глибокі, довго загоюються, призводять до рубцювання мигдаликів. Такі виразки також можуть утворитися на слизовій оболонці піднебіння, задньої стінки глотки. Процес переважно однобічний. Збільшуються навколовушні, шийні лімфатичні вузли з формуванням бубонів, які можуть також нагноїтися.

### Окуло-гляндулярна форма
Виникає внаслідок проникнення збудників через кон'юнктиву. Розвивається фолікулярний кон'юнктивіт Паріно, який характеризується ураженням одного ока. Характерні світлобоязнь, сльозотеча, набряк повік, гіперемія і набряк кон'юнктиви, а також фолікулярні розростання на кон'юнктиві ураженого ока (ерозії, виразки, вузлики). З очної щілини виділяється жовтий гній. У частини хворих на кон'юнктиві утворюється фібринозна плівка. Бубони формуються в ділянці привушних, підщелепних, передньошийних лімфовузлів. Хвороба при цій формі триває 2-4 тижні.

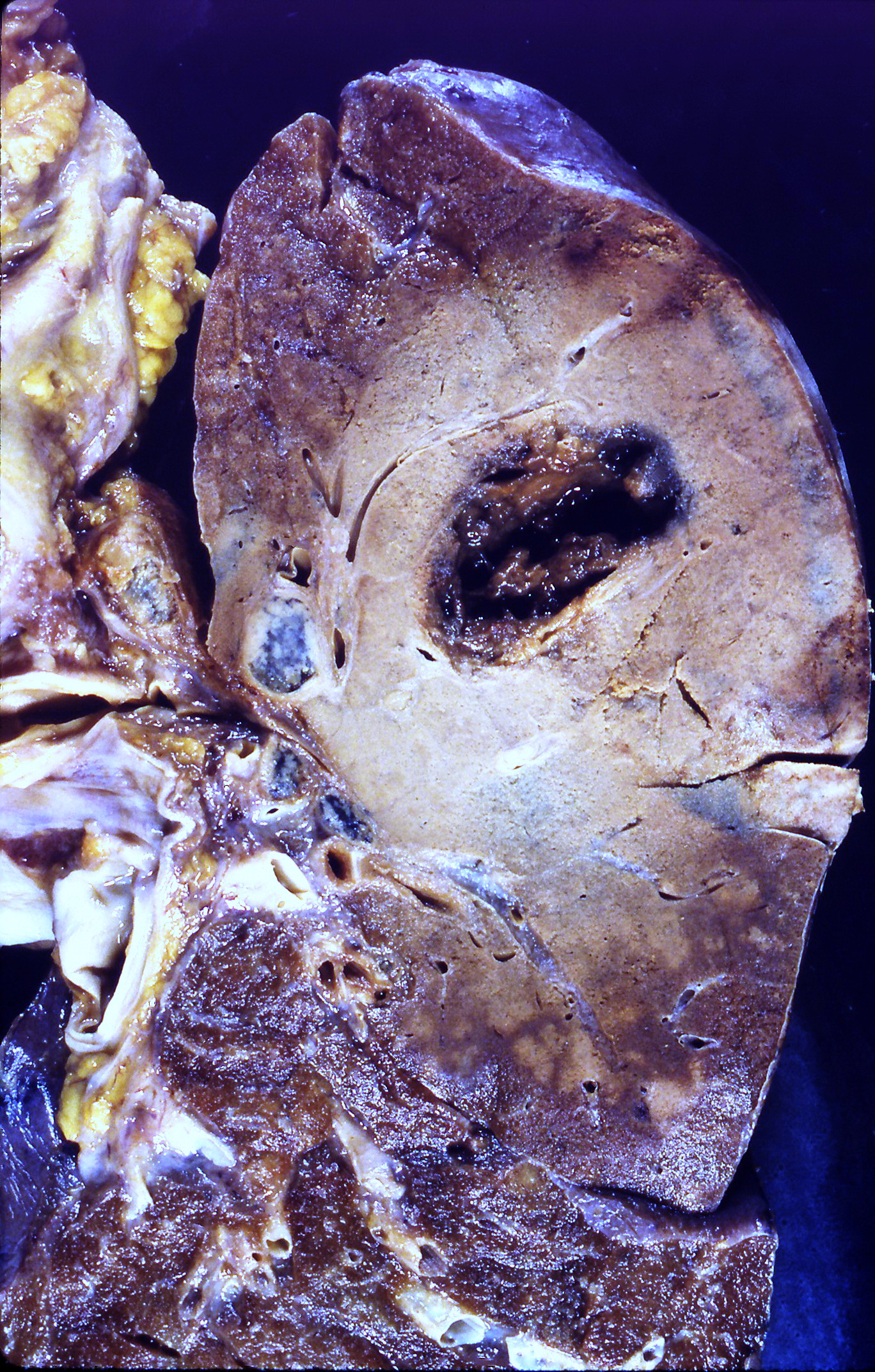
Посмертний макропрепарат легенів при туляремійній пневмонії.

### Легенева форма
Розвивається внаслідок інфікування аспіраційним шляхом або гематогенного чи лімфогенного поширення збудника при ускладненні інших клінічних форм хвороби. Є два варіанти ураження дихальної системи — бронхіальний і пневмонічний. При бронхіальному варіанті розвивається гострий трахеобронхіт. Температура тіла субфебрильна, прояви інтоксикації помірні. Хворі скаржаться на набридливий сухий кашель, загрудинний біль. При аускультації легень вислуховуються розсіяні сухі хрипи. Збільшуються бронхіальні, паратрахеальні, медіастінальні лімфатичні вузли, що визначається при рентгенологічному дослідженні органів грудної порожнини. Для пневмонічного варіанту характерний гострий початок з ознобу і підвищення температури тіла до фебрильних цифр (вище 38,1 °C), що супроводжується рясним потовиділенням і значною інтоксикацією. З перших днів хвороби з'являється кашель, спочатку сухий, пізніше вологий з виділенням слизово-гнійного або кров'янистого харкотиння. Хворих турбує задишка, болі у грудях. При аускультації визначаються крепітація і дрібнопухирцеві вологі хрипи. Рентгенологічно знаходять вогнищеві, лобарні або дисеміновані ураження легень. Збільшені бронхопульмональні лімфовузли. Легенева форма туляремії має затяжний перебіг (до 2 міс.), характеризується схильністю до рецидивів, розвитку ускладнень.

### Шлунково-кишкова форма
Виникає внаслідок харчового або водного інфікування. Уражені мезентеріальні лімфатичні вузли з розвитком мезаденіту, а також слизова оболонка кишечника з утворенням виразок. Характерними є виражена інтоксикація з гарячкою, переймоподібний біль у животі, нудота, блювання, пронос або затримка випорожнень. У випорожненнях можливі домішки слизу і крові. Збільшені печінка і селезінка. При пальпації живота біль локалізується у правій здухвинній ділянці. Іноді можна пропальпувати пакет збільшених брижових лімфовузлів (брижовий бубон). При їх некротизиції можливий розвиток перитоніту. Існує загроза кишкової кровотечі. Хвороба має схильність до тривалого перебігу з рецидивами, загостреннями.

### Генералізована форма
Характеризується надзвичайно вираженою інтоксикацією. Температура тіла гостро підвищується до 39-40 °C, має ремітуючий або гектичний характер, триває до 3 тижнів і більше. Часто відбувається потьмарення свідомості, марення. Збільшені печінка і селезінка. На початку другого тижня хвороби у більшості з'являється висип, який нагадує ексудативну поліморфну еритему. Він виникає симетрично на кінцівках, обличчі, шиї, грудях, поступово набуває багряно-мідного або синього відтінку. Висип утримується 1-2 тижні, потім згасає, залишаючи після себе висівкоподібне лущення. Тривалий час зберігається пігментація. Рідше розвивається вузловата еритема.

### Інші форми туляремії
Гландулярна туляремія (бубонне ураження), що згідно МКХ-10 входить до інших форм туляремії, характеризується запаленням і збільшенням регіонарних лімфовузлів. Вона зумовлена проникненням збудника в організм через шкіру. У місці інокуляції будь-яких змін немає, оскільки збудник швидко проникає в реґіонарні лімфатичні вузли і спричинює розвиток лімфаденіту. Найчастіше уражаються ліктьові, пахові, пахвинні і стегнові лімфовузли, досягаючи розмірів 3-5, іноді 10 см у діаметрі. Вони помірно болючі, рухливі, неспаяні між собою і з оточуючими тканинами, добре контуровані. Шкіра над бубоном не змінюється. Бубони утворюються на 2-3-й день хвороби. Надалі вони розсмоктуються протягом 15-25 днів. Іноді бубони нагноюються з утворенням нориць, з яких виділяється сметаноподібний, без запаху гній. Рубцювання нориць відбувається повільно. Можливе і склерозування бубону. При септичному перебігу хвороби виникають вторинні бубони далеко від місця проникнення збудника. Вони менших розмірів, не нагноюються.

## Ускладнення
Найчастіше туляремія ускладнюється розвитком гнійного лімфаденіту. При генералізованій туляремії виникають вторинні пневмонії, міокардити, менінгоенцефаліт, інфекційний психоз, інфекційно-токсичний шок, гостра ниркова недостатність (ГНН). Легенева туляремія може ускладнитися розвитком абсцесу легенів, гнійним плевритом, бронхоектазів, туляремійних каверн, шлунково-кишкова — перитонітом, кишковою кровотечею. При окулогландулярній туляремії можливий розвиток кератиту, дакріоциститу, перфорації рогівки. Рідкими вважаються остеомієліт, перикардит, рабдоміоліз, неврит зорового нерву.

## Прогноз
У більшості випадків захворювання закінчується видужанням. Летальні випадки можливі при генералізованій, легеневій й шлунково-кишковій туляремії, частіші вони в Північній Америці. Загальна летальність не перевищує 0,5 %, але при окремих спалахах у США досягала 7-10 %.

## Діагностика
Клінічний діагноз туляремії ґрунтується на даних епідеміологічного анамнезу, клінічних ознаках хвороби:
- епідеміологічні:

- контакт з гризунами, укуси комах (кліщів, комарів);
- вживання води з відкритих водоймищ;
- робота в полі, складських приміщеннях, зерносховищах тощо;

- клінічні — наявність бубонів, помірно болючих, великих розмірів, рухомих, не спаяних між собою і оточуючими тканинами;
- тривалий перебіг хвороби;
- значне збільшення перибронхіальних і паратрахеальних лімфовузлів при легеневій формі.

Неправильне етіологічне трактування бубонів може призвести до помилок при розмежуванні туляремії з бубонною чумою. При чумі спостерігається значна болючість бубону, відсутність чітких контурів його внаслідок періаденіту, залучення в патологічний процес підшкірної клітковини і шкіри. Стан хворого залишається особливо тяжким при чумі порівняно з відносно легким при туляремії. Наявність кривавого харкотиння відрізняє чумну пневмонію від легеневої туляремії. Виразки на шкірі хворих на туляремію різняться від таких утворень при чумі меншою болючістю, частою появою лімфангіту, відсутністю небезпечних ускладнень, значно меншою тяжкістю клінічного перебігу.

### Загальні лабораторні зміни
У типових випадках картина крові при туляремії характеризується лейкопенією або нормоцитозом з наявністю паличкоядерного зрушення, відносного лімфоцитозу, збільшенням ШОЕ. При тяжкому перебігу хвороби з'являються лейкоцитоз, анеозинофілія, ще більше підвищується ШОЕ. У сечі — протеїнурія, гематурія, лейкоцитурія, циліндрурія.

### Специфічна діагностика

#### Бактеріологічні дослідження
Проводять у спеціальних лабораторіях. Матеріал від хворих (кров, пунктат бубону, виділення з виразки на шкірі, кон'юнктиви, наліт з мигдаликів, харкотиння) по можливості відбирають у перші дні хвороби, до застосування антибіотиків, висівають на жовткові або кров'яні середовища. Виділену культуру ідентифікують за морфологічними та антигенними властивостями.

#### Біологічна проба
Проводиться зараженням тварин пунктатом з бубону, через 3-4 дні вони гинуть. З органів загиблих тварин роблять мазки, виявляють збудника.

#### Серологічні дослідження
- Реакція аглютинації з використанням туляремійного діагностикуму (аглютиніни з'являються у крові хворого до 10-го дня захворювання, діагностичний титр 1:100 і вище),
- РПГА (дозволяє виявити специфічні антитіла вже наприкінці 1-го тижня захворювання),
- ІФА (виявлення антитіл класу IgM і IgG); Однак у ряді випадків можуть бути несправжньо-негативні та несправжньо-позитивні результати через наявність перехресних зв'язків туляремійних збудників з сальмонелами, бруцелами, єрсиніями, легіонелами.
- Перспективною вважають ПЛР.

#### Шкірно-алергічна проба
Проведення такої проби дозволяє виявити специфічну гіперчутливість сповільненої дії до туляремійного збудника в організмі людини. Її проводять з тулярином (діагностичним біологічним препаратом, який являє собою суспензію в гліцериново-фізіологічному розчині вбитих при температурі 70°С бактерій). Проводять цю пробу у двох варіантах.

##### Внутрішньошкірна проба
Тулярин вводять внутрішньошкірно (в/ш) по 0,1 мл у середню третину внутрішньої поверхні передпліччя. Результат проби враховують через 24-48 годин. Його вважають позитивним при наявності почервоніння, інфільтрату, діаметр якого 0,5 см. За наявності позитивної проби у людини або є гостра туляремія як мінімум тривалістю 5-7 днів, або він колись перехворів на неї. Позитивна реакція може запізнитися при тяжкому перебігу хвороби. Запізнення позитивної реакції може також мати місце у випадку раннього застосування антибіотиків у лікуванні хворого.

##### Нашкірна проба
Іноді проводять нашкірну алергічну пробу: ампулу з тулярином струшують, потім піпеткою для очей на середню третину плеча наносять одну краплю тулярину і через краплю скарифікатором роблять дві паралельні насічки та ретельно втирають тулярин у скарифіковану шкіру. Нашкірну пробу вважають позитивною, якщо через 48 годин з'являються почервоніння та набряк шкіри в місці скарифікації не менше 0,5 см. Нашкірна проба є позитивною як при гострій туляремії, так і через тривалий час після її перенесення. Іноді введення тулярину може призвести до посилення симптомів хвороби, особливо при в/ш введенні.

## Лікування

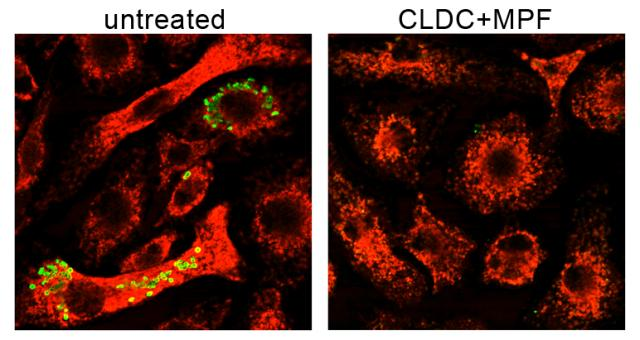
Результат застосування антибіотиків при туляремії у мишей — зліва збудники у макрофагах до лікування, справа — через 3 дні від початку застосування антибіотиків (флюоресцентна мікроскопія).

Усі хворі на туляремію підлягають госпіталізації.

### Етіотропна терапія
Призначають згідно з рекомендаціями ВООЗ стрептоміцин внутрішньом'язово (в/м) в дозі 0,5 г 2 рази на добу 7-10 днів, для лікування легеневої та генералізованої туляремії — по 1 г 2 рази на добу. Дозу більше 2,0 г за добу не рекомендують. При тяжкому перебігу вважають необхідним продовжувати антибактерійну терапію аж до 5—7-го дня нормальної температури тіла (апірексії). Якщо немає вираженої ГНН можна замість стрептоміцину вводити внутрішньовенно (в/в) або в/м гентаміцин із розрахунку добової дози 3 мг/кг маси тіла. Дозу ділять на 3 прийоми та вводять протягом 10 днів. Також можливе призначення при нетяжкому перебігу або непереносимості аміноглікозидів доксицикліну по 0,1 г на добу в/в або per os до 14 днів. Зрідка (при непереносимості вищеназваних антибіотиків) можливе призначення хлорамфеніколу (левоміцетину) по 0,5-0,75 г 4 рази на добу перорально або парентерально. Доза має бути менше 4 г на добу. На збудника згубно діють фторхінолони і цефалоспорини вищих генерацій проте клінічний досвід їх застосування не набраний. Вже є позитивні результати застосування ципрофлоксацину при лікуванні туляремії в Швеції.
У лікуванні затяжних і хронічних форм застосовують антибіотики в комбінації зі специфічною вбитою вакциною, яку вводять підшкірно або в/м по 1, 5, 10, 15 млн мікробних тіл на ін'єкцію з інтервалом у 3-5 діб (курс до 10 ін'єкцій).

### Патогенетична терапія
Хворим із тонзілярно-бубонними проявами необхідне полоскання ротоглотки дезінфікуючим розчином (0,05 % розчин калію перманганату, 0,02 % розчин фурациліну). У разі окуло-гландулярної туляремії уражене око вранці потрібно промивати теплим 1-2 % розчином натрію гідрокарбонату, протягом дня 2-3 рази закапувати 20-25 % розчин сульфацила-натрію.
Проводять дезінтоксикаційну терапію, показані антигістамінні та серцево-судинні засоби. У тяжких випадках проводиться респіраторна і нутріїтивна підтримка, ектракорпоральна детоксикація. Для місцевого лікування бубонів і шкірних виразок застосовують мазеві пов'язки, компреси, лазерне опромінення, діатермію. При нагноєнні бубону здійснюється його розтин і дренування.

## Профілактика

### Загальна
Важливими заходами є ліквідація природних осередків туляремії або зменшення її ареалів, гідро меліоративні роботи, удосконалення системи агротехнічних заходів, знищення диких і регулювання кількості промислових гризунів, забезпечення охорони джерел водопостачання, продовольчих складів, житлових приміщень від заселення гризунами. Вагомий внесок у вивчення туляремії і розробку системи профілактичних заходів проти неї в СРСР зробив Микола Олсуф'єв.
У епізоотичних осередках туляремії систематично здійснюють дератизацію й дезінсекцію на полях, у складських приміщеннях і населених пунктах. Широко використовують репеленти й інші індивідуальні засоби захисту людей від укусів членистоногих. Надзвичайно важливо забезпечити недоступність місць зберігання продуктів й джерел питної води для мишоподібних гризунів. Забороняється використання сирої води з відкритих водойм. Під час обмолоту зернових, взятих із скирт, заселених гризунами, робітники повинні одягати захисні окуляри-консерви й маски. У випадку вимушеної затримки з убиранням зернових культур скирти та стоги необхідно окопувати канавкою завширшки та у глибину 40 см. При знятті шкурок з убитих гризунів необхідно працювати в гумових рукавичках і дотримуватися інших заходів захисту.

### Специфічна профілактика
На ензоотичній території населенню роблять планову вакцинацію живою ослабленою протитуляремійною вакциною, яку вводять нашкірно. Імунізують перш за все групи ризику (мисливці, сільськогосподарські працівники). В осіб, які перенесли туляремію, і в імунізованих раніше введення протитуляремійної вакцини може зумовити сильну алергічну реакцію. Тому перед вакцинацією необхідно робити алергічну пробу. Ревакцинацію здійснюють через 5 років. Епідеміологічні спостереження показали, що при охопленні вакцинацією 80-90 % населення вже через 10-14 днів в районі її проведення захворювання у людей перестають виникати. При виникненні епідемії туляремії серед людей у певній місцевості ВООЗ не рекомендує на даний момент здійснювати екстрену вакцинацію задля припинення епідемії. За необхідності дозволяють постконтактну профілактичну антибіотикотерапію доксицикліном. Тварин проти туляремії не вакцинують.

## Застосування туляремійного збудника як біологічної зброї
Можливо, перше застосування туляремйного збудника як агента біологічної зброї відбулось у 2 тисячолітті до н. е. (так звана «Хеттська моровиця»). Велика епідемія хвороби в 1320—1318 рр. до н. е., дуже схожа за проявами на туляремію, у стародавньому фінікійському місті Сіміри призвела згодом до захоплення цього населеного пункту хеттами. Здавалося б, що цю історичну подію можна було б розцінити як прикрий збіг, якби подібна епідемія не відбулася вже через певний час у 1335 році до н. е. — але цього разу руйнуванню було піддане стародавнє царство Арцава, яке існувало на західному узбережжі Малої Азії. Як вважають, перед початком військових дій хетти приганяли на землі своїх ворогів овець та віслюків, хворих на туляремію. Таким чином хетти намагалися послабити своїх геополітичних противників, використовуючи методи, які не потребують великих людських жертв зі свого боку, що дозволило цьому народові захопити великі простори і призвело до утворення могутнього Хеттського царства. Хоча не відкидається й гіпотеза, що «Хеттська чума» була не туляремією, а справжньою чумою, адже клінічно ці дві хвороби мають багато схожих ознак. І до того, євроазійські підвиди F. tularensis мають слабкий летальний потенціал, а згідно з хеттськими документами багато було померлих як серед ворогів хеттів, так і серед їх самих, адже загинули навіть 2 хеттських царі. Також є свідчення, що хворобу до Хеттського царства було занесено з Єгипту, як це потім відбулося при Юстиніановій чумі, та й тривала епідемія більше 20 років, що не властиве туляремії. Але при будь-якому тлумаченні причини цієї епідемії це був перший випадок застосування біологічної зброї в історії.
Епідемічний потенціал туляремії став очевидним в 1930-1940-х роках, коли відбулися великі водні спалахи хвороби у людей в Європі і СРСР, а також великі епізоотії в США. F. tularensis, як життєздатного агента біологічної війни, було включено до програм досліджень біологічної зброї в США, СРСР та Японії в різні часи. Так цього збудника всеосяжно і по-звірячому вивчали японські військові в Манчжурії у сумнозвісному загоні 731 протягом 1932—1945 рр. разом з іншими представниками арсеналу біозброї. Хоча існують думки, що епідемія туляремії в німецьких вояків під час II Світової війни на Східному фронті під Сталінградом у 1942 році виникла внаслідок застосування радянськими військами F. tularensis, однак більшість науковців все-таки вважають, що епідемія відбулася внаслідок активації природних осередків через бойові дії. У США практичні дослідження у використанні туляремії, як агента біологічної зброї, відбулися в 1954 році у військовому таборі Пайн-Блафф у штаті Арканзас, а розширена програма була виконана у таборі Детрік.
Туляремійний збудник розглядався як потенційно привабливий агент біозброї тому, що:
- легко передається через аерозоль;
- є сильно інфективним — достатнім для зараження жертви є від 10 до 50 бактерій;
- не персистує і від нього легко знезаразити об'єкти (на відміну від збудника сибірки);
- здатний до спричинення значного рівня втрати працездатності інфікованих осіб;
- має порівняно низьку летальність, яка бажана, коли ворожі солдати знаходяться у безпосередній близькості до цивільного населення;
- не переходить від зараженої людини до здорової.

У 1960-х роках велику частку арсеналу біологічної зброї в США складали запаси F. tularensis, тоді в СРСР проводили секретні дослідження цього збудника з метою досягання стійкості до антибіотиків і вакцин. Комітет експертів з оцінки можливого ефекту біологічної зброї при ВООЗ вирахував, що в разі застосування дисперсного аєрозолю, що містить 50 кг F. tularensis, над 5-мільйонним містом потенційно можна було б заразити 250 тисяч містян і 19 тисяч із них би померло. Хвороба мала б тривати протягом декількох тижнів, і подальші рецидиви захворювання відбувались би протягом наступних декількох місяців. Передбачали, що вакциновані від туляремії особи були б лише частково захищені від аерозольного зараення. Посилаючись на цю модель, фахівці з Центрів з контролю і профілактики захворювань США (CDC) вирахували, що економічний ефект від такої біологічної аероатаки мав би скласти 5,4 млрд доларів на кожні 100 000 захворілих. Після заборони біологічної зброї в багатьох країнах світу в США арсенали її були знищені.